# Lee Chang-ho
Lee Chang-ho (이창호?, 李昌鎬?, I Chang-hoLR, I Ch'ang'oMR; Jeonju, 29 luglio 1975) è un goista sudcoreano, vincitore di 144 tornei (117 nazionali, 21 internazionali e 6 continentali). Ha dominato la scena mondiale del Go per tre lustri:  tra novembre 1990 e marzo 2006 è stato il goista con punteggio Elo più alto al mondo.

## Carriera
Bambino prodigio, divenne allievo di Cho Hun-hyun e passò al professionismo nel 1986 ad appena 11 anni. Dopo un primo periodo caratterizzato da buoni risultati ma senza vittorie di rilievo iniziò a 
conquistare i primi titoli. La sua prima vittoria risale alla KBS Cup del 1988.
Nei primi anni novanta iniziò a rivaleggiare con il suo maestro arrivando a strappargli diversi titoli. Alla fine degli anni '90 era considerato il giocatore più forte del mondo.
Attualmente i suoi 21 titoli internazionali costituiscono un record, tre in più di Lee Sedol. Mentre il suo totale di 144 titoli in carriera è secondo solo a quello del suo ex maestro Cho Hun-hyun (154).

## Titoli
| Nazionali              | Nazionali                                                    | Nazionali                                   |
| Torneo                 | Vittorie                                                     | Finalista                                   |
| ---------------------- | ------------------------------------------------------------ | ------------------------------------------- |
| Guksu                  | 10 (1990, 1993–1997, 2001-2002, 2005, 2009)                  | 7 (1989, 1991-1992, 1998, 2003, 2004, 2006) |
| Myungin                | 13 (1991–1996, 1998–2003, 2009)                              | 2 (1990, 1997)                              |
| Siptan                 | 2 (2006, 2008)                                               | 1 (2010)                                    |
| GS Caltex Cup          | 6 (1997, 1998, 2001, 2003-2005)                              |                                             |
| Prices Information Cup |                                                              | 3 (2005, 2009, 2010)                        |
| Chunwon                | 3 (1997–1999)                                                |                                             |
| KBS Cup                | 11 (1988, 1991, 1994, 1998, 2001-2002, 2004-2005, 2007–2009) | 5 (1995–1997, 1999-2000)                    |
| Kisung                 | 11 (1993–2003)                                               | 1 (2004)                                    |
| Electron-Land Cup      | 3 (2005, 2006, 2008)                                         | 1 (2007)                                    |
| Wangwi                 | 14 (1990, 1995–2007)                                         | 2 (1991, 1993)                              |
| BC Card Cup            | 5 (1991–1994, 1996)                                          | 1 (1995)                                    |
| Chaegowi               | 8 (1989–1991, 1993–1997)                                     | 2 (1988, 1992)                              |
| Daewang                | 6 (1990–1992, 1995–1997)                                     | 1 (1993)                                    |
| Baccus Cup             | 3 (1990–1992)                                                |                                             |
| Taewang                | 4 (1991–1993, 1997)                                          |                                             |
| Paewang                | 4 (1993-1994, 2001-2002)                                     | 3 (1988, 1995, 2003)                        |
| Kiwang                 | 2 (1993-1994)                                                | 1 (1995)                                    |
| Gukgi                  | 4 (1993–1996)                                                |                                             |
| Paedal Wang            | 4 (1993–1995, 1997)                                          | 2 (1996, 1998)                              |
| Baedalwang             | 4 (1993-1995, 1997)                                          | 1 (1998)                                    |
| Coppa Daejoo           |                                                              | 1 (2025)                                    |
| Totale                 | 117                                                          | 34                                          |
| Continentali           |                                                              |                                             |
| World Mingren          |                                                              | 1 (2010)                                    |
| Tengen Cina-Corea      | 4 (1997–2000)                                                |                                             |
| Teda Cup               | 1 (2004)                                                     |                                             |
| Totale                 | 5                                                            | 1                                           |
| Internazionali         |                                                              |                                             |
| Ing Cup                | 1 (2000)                                                     | 1 (2008)                                    |
| LG Cup                 | 4 (1997, 1999, 2001, 2004)                                   | 3 (2003, 2010, 2012)                        |
| Samsung Cup            | 3 (1997–1999)                                                | 2 (2005, 2006)                              |
| Chunlan Cup            | 2 (2003, 2005)                                               | 2 (1999, 2009)                              |
| Fujitsu Cup            | 2 (1996, 1998)                                               | 3 (2007–2009)                               |
| Asian TV Cup           | 3 (1995, 1996, 2002)                                         | 4 (1990, 1999, 2000, 2006)                  |
| World Oza              | 1 (2002)                                                     |                                             |
| Tong Yang Cup          | 4 (1992, 1993, 1996, 1998)                                   |                                             |
| Zhonghuan Cup          | 1 (2007)                                                     |                                             |
| Totale                 | 21                                                           | 15                                          |
| Totale in carriera     |                                                              |                                             |
| Totale                 | 143                                                          | 50                                          |

## Vita privata
È sposato con la collega Lee Do-yoon dal 28 ottobre 2010.